# Thomas Bateman (läkare)
Thomas Bateman, född den 29 april 1778 i Whitby, Yorkshire, död den 9 april 1821, var en brittisk läkare, pionjär inom fältet dermatologi.

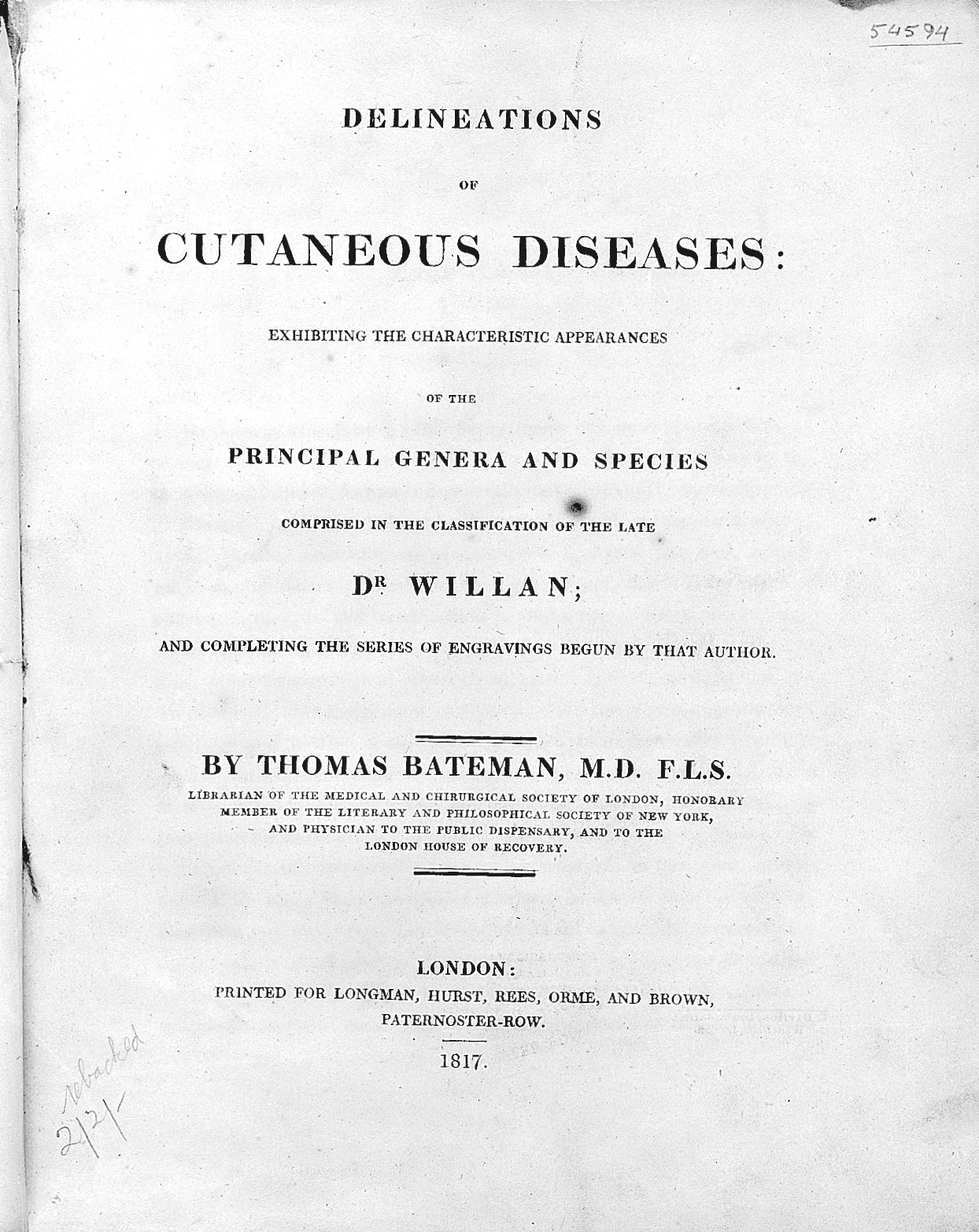
Delineations of Cutaneous Disease.

Bateman blev medicine doktor i Edinburgh. Bateman var lärjunge, kollega och efterträdare till Robert Willan, som han samarbetade med när det gäller dermatologisk klassifikation. Tidigare hade klassifikationen av hudsjukdomarna byggt på symptomatiska karakteristika. Willan var den förste som, i sitt arbete On Cutaneous Diseases, föreslog en namngivningsstandard byggd på en anatomisk ståndpunkt. När Willan dog 1812 blev det Bateman som tog på sig uppgiften att fortsätta och vidareutveckla sin lärares verk. År 1813 utgav Bateman A Practical Synopsis of Cutaneous Diseases According to the Arrangement of Dr Willan och 1817 en atlas under namnet Delineations of Cutaneous Disease. Willan och Bateman utövade inflytande på många läkare, bland andra Thomas Addison, som var Batemans elev, och Laurent-Théodore Biett, som införde deras metoder i Frankrike.